# Siwa atomaria
Espèce
Synonymes
- Epeira atomaria O. Pickard-Cambridge, 1876
- Larinia ovata Denis, 1947

Siwa atomaria est une espèce d'araignées aranéomorphes de la famille des Araneidae.

## Distribution
Cette espèce se rencontre en Égypte, en Israël, en Azerbaïdjan et en Iran.

## Publication originale
- O. Pickard-Cambridge, 1876 : Catalogue of a collection of spiders made in Egypt, with descriptions of new species and characters of a new genus. Proceedings of the Zoological Society of London, vol. 1876, p. 541-630 (texte intégral).